# 光冨郁埜
光冨 郁埜（みつとみ いくや、1967年2月13日 - ）は、狼編集室（オオカミ編集室） 編集発行人、詩と批評のサイト「文学極道」（文極）元代表(第四代)。

## 人物
山口県生まれ、神奈川県育ち。詩人、文芸誌「オオカミ」編集発行人。
2001年・詩集『サイレント・ブルー』で第33回横浜詩人会賞受賞。2016年現在、橫浜詩人会理事、日本現代詩人会理事、日本詩人クラブ会員などを歴任。

## 著書
- 1996年・光冨郁也詩集『堕天使のメルヘン』（新風舎）
- 2001年・光冨郁也詩集『サイレント・ブルー』（土曜美術社出版販売）[3]
- 2006年・光冨郁也詩集『バード・シリーズ／斜線ノ空』（狼編集室）
- 2014年・光冨郁埜詩集『豺（ヤマイヌ）』（狼編集室）[4]

## 編書
- 『狼アンソロジー2015』（狼編集室・kindle版）他
- 『狼アンソロジー2016』（狼編集室・kindle版）他
- 『狼アンソロジー2017』（狼編集室・kindle版）他
- 『狼アンソロジー2018』（狼編集室・kindle版）他
- 『狼アンソロジー2019』（狼編集室・kindle版）他
- 『狼アンソロジー2020』（狼編集室・kindle版）他
- 『狼アンソロジー2021』（狼編集室・kindle版）他
- 『狼アンソロジー2022』（狼編集室・kindle版）他
- 『狼アンソロジー2023』（狼編集室・kindle版）他
- 文芸誌『狼』
- ダーザイン詩集『青の果て――佳子シリーズ』（オオカミ編集室・Kindle版）[3]他
- あたるしましょうご中島省吾詩集『あたるしましょう子』（オオカミ編集室・Kindle版）[3]他
- あたるしましょうご中島省吾詩集『人生崩壊』（オオカミ編集室・Kindle版）[3]他